# 禅房寺
禅房寺，位于中国河北省邯郸市管陶乡禅房村，为邯郸市武安市的一个省级文物保护单位，类型为古建筑，公布时间为2001年2月7日。
禅房寺的历史年代为明代。